# Nationaal Park Desnjansko-Starohoetsky
Nationaal Park Desnjansko-Starohoetsky (Oekraïens: Деснянсько-Старогутський національний природний парк; Russisch: Деснянско-Старогутский национальный природный парк) is een nationaal park in de oblast Soemy in het noordoosten van Oekraïne. De oprichting tot nationaal park vond plaats per presidentieel decreet (№ 196/1999) op 23 februari 1999. Nationaal Park Densjansko-Starohoetsky heeft een oppervlakte van 162,15 km². Op 26 mei 2009 besloot het Internationaal Coördinerend Comité van UNESCO het gebied toe te voegen aan de lijst met biosfeerreservaten onder het Mens- en Biosfeerprogramma (MAB). Nationaal Park Desnjansko-Starohoetsky vormt hierin de kernzone van Biosfeerreservaat Desnjansky. In het noorden grenst het gebied aan het in 2001 opgerichte Biosfeerreservaat Neroessa-Desna-Polesië van Rusland.

## Kenmerken
Het nationaal park is gelegen aan de middenloop van de rivier Desna, een van de grootste zijrivieren van de Dnjepr. Er zijn in het nationaal park biotopen te vinden als uiterwaarden, zoetwatermeren, dode rivierarmen, veenmoerassen, dennenbossen, gemengde bossen en elzenmoerasbossen.

## Dierenwereld
Diersoorten die men in Nationaal Park Desnjansko-Starohoetsky kan aantreffen zijn bijvoorbeeld de eland (Alces alces), das (Meles meles), otter (Lutra lutra), boommarter (Martes martes) en de grote paardenspringmuis (Allactage major) — de laatstgenoemde is een typische steppebewoner. Vogelsoorten die er leven zijn onder meer het hazelhoen (Tetrastes bonasia), schreeuwarend (Clanga pomarina), grauwe kiekendief (Circus pygargus), poelruiter (Tringa stagnatilis), middelste bonte specht (Dendrocopos medius) en de duinpieper (Anthus campestris). In oude naaldbossen broedt ook de ruigpootuil (Aegolius funereus), die bovendien op het embleem van Nationaal Park Desnjansko-Starohoetsky staat.
...
Boezky Hard · 
Chotynsky · 
Desnjansko-Starohoetsky · 
Homilsjanski Lisy · 
Karmeljoek-Podolië · 
Karpaten · 
Noord-Podolië · 
Oezjansky · 
Podilski Tovtry · 
Synevyr · 
Skolivski Beskydy · 
Toezlovski Lymany · 
Tsoemanska Poesjtsja · 
Zalissja
...